# The Medicine Bottle
The Medicine Bottle er en amerikansk stumfilm fra 1909 af D. W. Griffith.

## Medvirkende
- Florence Lawrence som Mrs. Ross.
- Adele DeGarde
- Marion Leonard som Mrs. Parker.
- Linda Arvidson.
- Clara T. Bracy.